# Protaustrosimulium amphorum
Protaustrosimulium amphorum — вид двокрилих комах родини мошок (Simuliidae). Описаний 2018 року.

## Поширення
Ендемік Австралії. Поширений на південному заході штату Західна Австралія.